# Alomartes
Alomartes es una localidad española perteneciente al municipio de Íllora, en la provincia de Granada, comunidad autónoma de Andalucía. Está situada en la zona centro-oriental de la comarca de Loja. Cerca de esta localidad se encuentran los núcleos de Tocón, Brácana y Obéilar.
Ubicada en la falda de la Sierra de Parapanda, a cuatro kilómetros de la capital ilurquense, Alomartes es la mayor de las pedanías que componen el término municipal, con más de dos mil habitantes.

## Cultura

### Monumentos
El molino del siglo XVIII junto a la iglesia parroquial de estilo neoclásico del mismo siglo, son los monumentos más destacables de esta localidad.
La iglesia tiene una planta que es de cruz griega, con una gran bóveda semiesférica o vaída en el crucero y brazos cortos con bóveda de cañón. En su exterior, los brazos están presididos por un frontón triangular que escoltan dos cuerpos de campanas a cada lado. La iluminación del templo se realiza a través de huecos semicirculares en el crucero y los laterales. La portada se organiza a partir de un vano adintelado, con un escudo borbónico y un vano semicircular que culmina en un remate de frontón. La apariencia externa puede recordar en algunos elementos a las iglesias de Algarinejo y Montefrío, por ejemplo, en la disposición del tejado.
Entre las piezas conservadas en el interior destaca el cuadro de la Adoración de los pastores, de Juan Melgarejo, datado en 1703.

### Fiestas
Alomartes tiene muchas fiestas pero la más conocida de ellas es la merendica. El día 1 de febrero los tabarricos suben a los Tomillares a comer. Al día siguiente se hace la candelaria en honor a su antigua patrona, la Virgen de la Candelaria.
El festival en honor de la patrona, Nuestra Señora de los Dolores, tiene lugar el segundo domingo de agosto.
Fiesta temática de disfraces celebrada en el Hotel Huerta Nazarí desde el año 2009 donde se reúnen los Jartibles en el mes de noviembre

## Comunicaciones
- A-336, entre Tocón y Pinos Puente